# Ilona Elek
Ilona Elek, també coneguda com a Ilona Schacherer o Ilona Elek-Schacherer, (en hongarès: Elek Ilona) (Budapest, Imperi Austrohongarès 1907 - íd., Hongria 1988), fou una tiradora d'esgrima hongaresa, guanyadora de tres medalles olímpiques. Es considera una de les tiradores d'esgrima més grans de la història de l'esport.

## Biografia
Va néixer el 17 de maig de 1907 a la ciutat de Budapest, que en aquells moments formava part de l'Imperi Austrohongarès i que avui dia és capital d'Hongria. Va morir el 24 de juliol de 1988 a la seva residència de Budapest. Fou germana de la també tiradora d'esgrima Margit Elek.

## Carrera esportiva
Va participar, als 29 anys, en els Jocs Olímpics d'Estiu de 1936 realitzats a Berlín (Alemanya nazi), on va aconseguir guanyar la medalla d'or en la prova femenina individual de floret. Sense competició olímpica els anys 1940 i 1944 a conseqüència de la Segona Guerra Mundial, en els Jocs Olímpics d'Estiu de 1948 celebrats a Londres (Regne Unit) aconseguí revalidar el seu títol olímpic, esdevenint la primera tiradora d'esgrima a aconseguir dos títols olímpics. En els Jocs Olímpics d'Estiu de 1952 realitzats a Hèlsinki (Finlàndia), i amb 45 anys, aconseguí guanyar la medalla de plata en aquesta mateixa prova.
Al llarg de la seva carrera guanyà disset medalles en el Campionat del Món d'esgrima, entre elles deu medalles d'or.